# Pierpaolo Ferrazzi
Pierpaolo Ferrazzi (Bassano del Grappa, Vicenza, 23 de julho de 1965) é um canoísta de slalom italiano na modalidade de canoagem.

## Carreira
Foi vencedor da medalha de ouro em slalom K-1 em Barcelona 1992 e da medalha de bronze na mesma categoria em Sydney 2000.